# Damaru

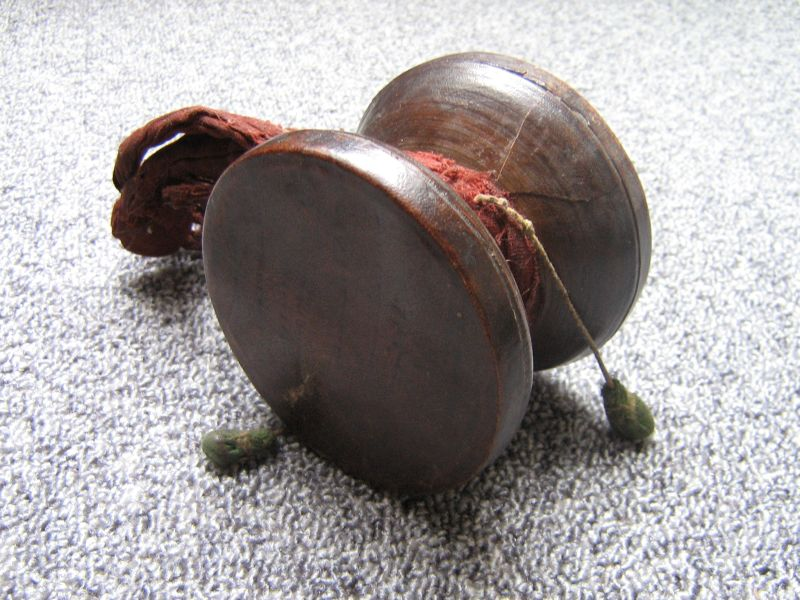
Damaru

Damaru (Devanagari: डमरु) ou damru é um tambor em forma de ampulheta usado principalmente na Índia e no Tibete e representa nestas culturas o som da criação do universo. No hinduísmo, o universo brota da sílaba /ôm/.
É com o som do damaru que Shiva (um deus hindu) marca o ritmo do universo e o compasso de sua dança. As vezes, ele deixa de tocar por um instante, para ajustar o som do tambor ou para achar um ritmo melhor e, então, todo o universo se desfaz e só reaparece quando a música recomeça.